# MineCon
Die MineCon ist eine jährlich stattfindende Convention für das Computerspiel Minecraft, welche von Mojang Studios organisiert wird. Die erste Versammlung im Jahr 2010 war bekannt als MinecraftCon. Die MineCon-2011-Convention wurde in Las Vegas gehalten und feierte die Eröffnung des Spiels mit auf Minecraft bezogenen Diskussionsrunden und Spielbereichen. Die jüngste Convention, gehalten in Anaheim, hatte um die 12.000 Teilnehmer.
2017 fand die MineCon als MineCon Earth erstmals als Livestream statt. 2019 wurde der Name in MineCon Live geändert, um Verwechslungen mit Minecraft Earth zu vermeiden. Seit 2020 findet die Convention als Livestream unter dem Namen Minecraft Live statt.
Das als größere Veranstaltung geplante Minecraft Festival sollte ursprünglich 2020 stattfinden, wurde jedoch erst auf 2021, später dann auf 2022 verschoben.

## Events nach Jahr

### 2010
MinecraftCon 2010 war eine Versammlung von über 30 Leuten in Bellevue, Washington am 31. August. Markus Persson trat bei dem Treffen auf, als mehrere Anfragen für ein Gemeinschaftstreffen gestellt wurden und forderte die Gemeinde auf, einen unbestimmten Treffpunkt zu wählen. Genau genommen war dies keine Convention, aber einige werten es als die erste Minecraft-Convention.

### 2011
5.000 Menschen besuchten die erste offizielle MineCon-Convention, welche am 18. November 2011 in Las Vegas veranstaltet wurde. Die Convention fokussierte sich auf das Feiern der Veröffentlichung des Spiels und die gehosteten, auf Minecraft bezogenen Diskussionsrunden und lud die Leute dazu ein, das Spiel während der Convention mit anderen zu spielen. Es gab Keynote-Reden von Mitgliedern der Gemeinde, Bauwettbewerbe, Kostümwettbewerbe und Ausstellungsstücke. Eine der vielen Veranstaltungen auf der MineCon war die „Nether Party“, ein Ereignis für mindestens 21-Jährige, und beinhaltet deadmau5. Diese Veranstaltung kennzeichnet außerdem die Veröffentlichung von Minecraft 1.0, offiziell wurde das Spiel aus der Beta genommen.

### 2012
Am 2. August 2012 verkündete Mojang, dass die 2012-MineCon-Convention am 24. und 25. November im Disneyland Paris stattfinden würde. Die Verkündung wurde auf der Social-Network-Plattform Twitter verfasst, wo der Spielemacher Markus Persson einen kurzen Trailer postete, welcher den neuen Convention-Ort zeigt. Das Video zeigt Mitglieder des Mojang-Teams, die Disney-Zubehör tragen, und Persson, wie er zu dem leitenden Entwickler Jens Bergensten sagt: „Ich denke, sie versuchen uns etwas zu sagen“. Joystiqs JC Fletcher sagte, dass der Standort ein Schritt nach oben vom ersten Standort der MineCon in Las Vegas sei. Die zweite jährliche Convention war die erste, welche außerhalb der Vereinigten Staaten gehalten wurde und den europäischen Fans zur Verfügung stand, die vielleicht nicht in der Lage gewesen waren, an der ersten teilzunehmen. Sie wurde im Zuge der wachsenden Popularität von Minecraft gehalten, als die Xbox-360-Version des Spiels 3 Millionen Kopien verkaufte. 2012 war außerdem der Start von mehreren inoffiziellen Ingame-MineCons, vor allem Virtual MineCon, das, obwohl es ein inoffizielles Ereignis war, von einem Mojang-Team besucht wurde. Viele Ingame-MINECONs hatten die Absicht, beim Start der nächsten MineCon zurückzukommen.
4.500 Fans besuchten die Convention 2012. Mojang machte mehrere Ankündigungen bei der 2012-Convention. Details über das 1.5 „Redstone“-Update wurden offenbart, genau so wie Informationen zur Modding-API des Spiels. Das Redstone-Update war zur Veröffentlichung Anfang März 2013 gedacht und umfasste neu hinzugefügte Features zum Redstoneerz im Spiel. Minecraft 1.5 fügte Trichter, Spender und mehr hinzu.

### 2013

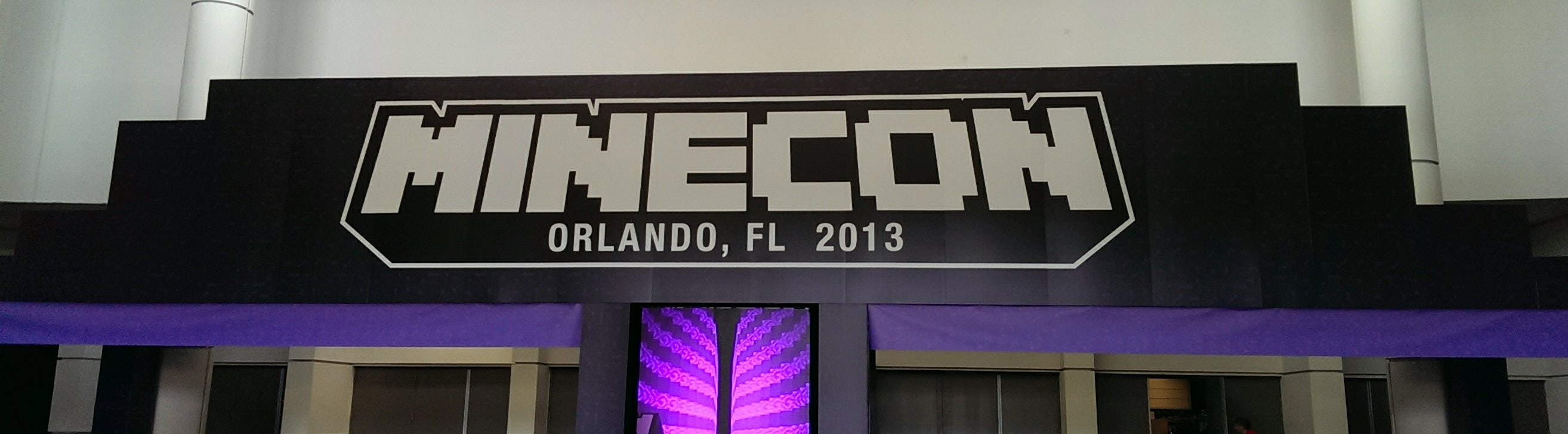
Logo

Im April 2013 verriet Lydia Winters, dass die MineCon 2013 in den Vereinigten Staaten gehalten werden würde. Jens Bergensten sagte später, dass es an der Ostküste sein würde. Am 27. Juni wurde auf dem offiziellen YouTube-Kanal von Mojang verkündet, dass die MineCon 2013 in Orlando, Florida gehalten wird. Die Website für das Orange County Convention Center hat die MINECON als eine bevorstehende Veranstaltung im November gelistet, mit einer Besucherzahl von 7.500, aber dann verschwand das Event von der Website. Tickets wurden am 31. Juli, 2. August und 3. August in drei Schüben verkauft, bei jedem 2.500 Tickets. Der erste Schub mit 2.500 Eintrittskarten war innerhalb von drei Sekunden ausverkauft, gemäß dem Mojang CMO Vu Bui. Die Veranstaltung fand am 2. und 3. November statt. Minecraft-YouTuber wie DanTDM, Thinknoodles und ThnxCya nahmen teil.

### 2014 (Abgesagt)
Am 30. März 2014 verriet Lydia Winters in einem Tweet, dass die MineCon 2014 in Europa gehalten würde. Jedenfalls erstellte Vu Bui am 21. August 2014 einen Blogpost, der erklärt, dass es keine MineCon 2014 geben wird, aber dass stattdessen die nächste MineCon im Frühling 2015 in London sein würde. Jetzt gibt es ein Tooltip in Minecraft: Die Konsolenedition und die Pocket Edition haben einen Ladebildschirm, der sagt: „Niemand weiß, wo die MineCon 2014 gehalten wurde.“

### 2015

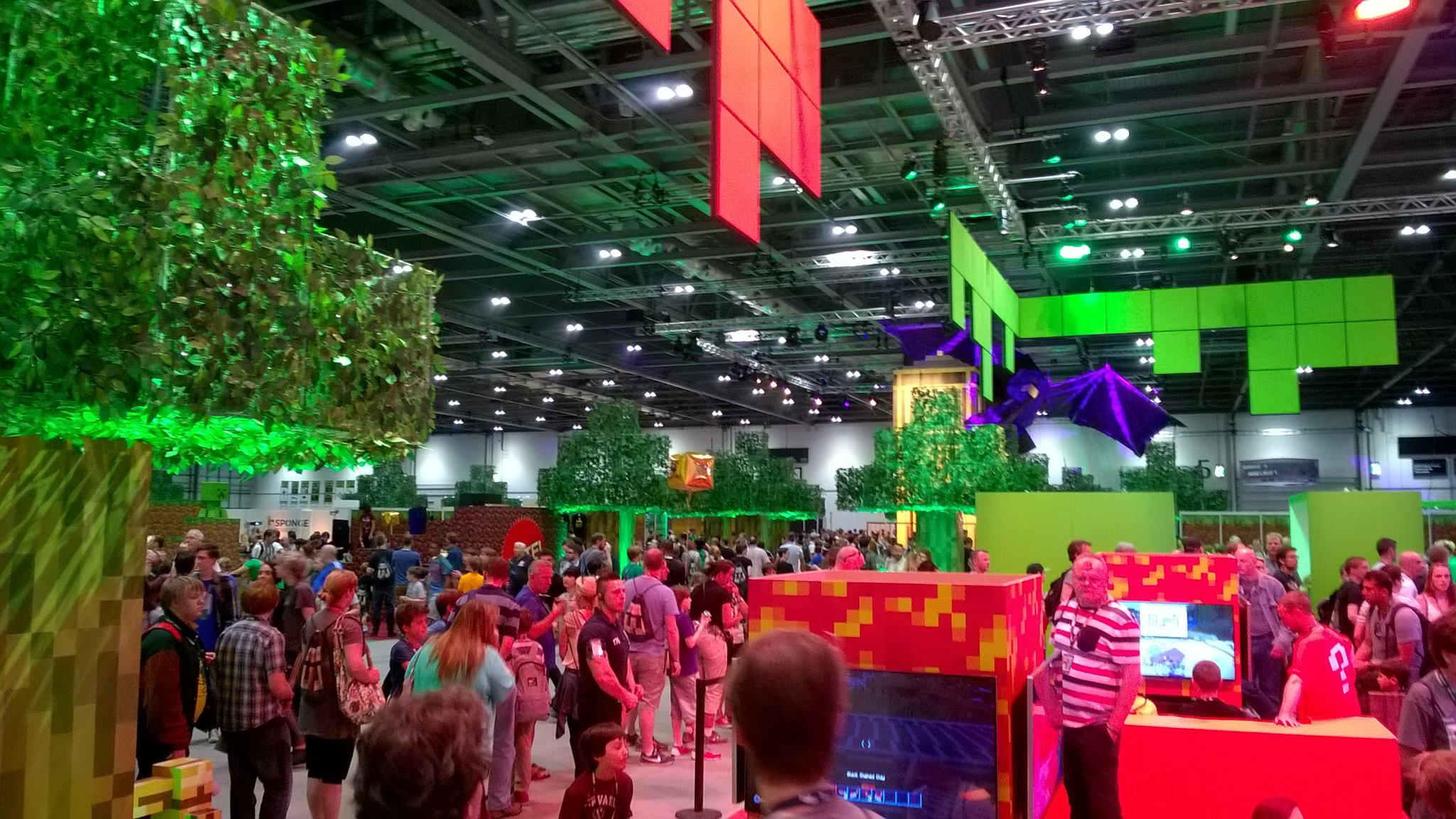
Die Ausstellungshalle bei der MINECON 2015

Am 2. Februar 2015 kündigte Vu Bui an, dass die MineCon 2015 in London stattfinden würde, im ExCeL London Exhibition and Conference Centre am 4. und 5. Juli 2015. Ticketpreise wurden am 18. März 2015 veröffentlicht und betrugen £129 (rund 144 Euro). Während der Eröffnungszeremonie am 4. Juli 2015 wurde von den Guinness World Records verkündet, dass die MINECON den Weltrekord für die größte Teilnehmerzahl für eine Convention nur für ein Spiel mit 10.000 verkauften Eintrittskarten gewonnen hat.

### 2016
Am 7. März 2016 kündigte Mojang in einem Blogpost an, dass die MineCon 2016 am 24. und 25. September 2016 in Anaheim, Kalifornien im Anaheim Convention Center gehalten werden würde. Tickets für das Event kosteten $160 (ungefähr 134 Euro) pro Person, und Kleinkinder unter 3 Jahren wurden kostenlos zugelassen. Das Minecraft-Team erhielt noch einen Preis, als sie 12.000 Eintrittskarten verkauft haben, welche innerhalb von Sekunden ausverkauft waren. Sie verkündeten neue Features während dieser Zeit, wie der Minecraft-Roman, Minecraft: The Island  (dt.: Minecraft: Die Insel) und ein Update für die Konsolenversionen des Spiels.

### 2017
Am 8. August 2017 gab Mojang bekannt, dass die MineCon ein 90-minütiger Livestream am 18. November 2017 um 17:00 GMT sein wird, genannt MineCon Earth. Der Gastgeber von MineCon Earth ist Will Arnett, ein kanadischer Schauspieler. Nach dieser Bekanntgabe kam die Einleitung von „Offiziellen Gemeinschaftsevents“, welche Veranstaltungen wie Minefaire, Minevention und Multiplay´s BlockFest erlauben und als „Offizielle Minecraft-Conventions“ gelten. Während MineCon Earth kündigte Jens „Jeb“ Bergensten das nächste Update an, das 1.13 „The Update Aquatic“-Update. Dieses Update wird im Frühling 2018 veröffentlicht. Vu Bui, Mojang COO, verkündete außerdem den gewählten Gewinnermob „The Monster of the Night Skies“ (Das Monster der Nachthimmel).

### 2018
2018 fand die Minecon am 29. September 2018 statt. Sie ging 90 Minuten. Es wurde Minecraft Dungeons angekündigt. Das Taiga-Biom gewann die Abstimmung um weiter ausgebaut zu werden.

### 2019
Am 17. Mai 2019 wurde bekanntgegeben, dass MineCon Live 2019 am 28. September 2019 um 18:00 deutscher Zeit stattfinden wird.
Um 17:30 deutscher Zeit startete der Livestream mit einer Pre Show mit vier Co-Hosts.
Das Event wurde von „MineCon Earth“ zu „MineCon Live“ umbenannt um einer Verwechslung mit dem neuen Augmented-Reality-Spiel Minecraft Earth vorzubeugen.
Die Show wurde live auf Mixer, Facebook, YouTube, Twitch und minecraft.net gestreamt.
Wie auch im letzten Jahr konnten sich die Zuschauer durch eine Abstimmung aussuchen, welches Biom neue Features im nächsten Update erhalten soll. Zur Auswahl standen die Biome: Ödland, Sumpf und Berge. Bei der Abstimmung erhielt das Ödland 14 %, der Sumpf 40 % und die Berge 46 % der 255201 Stimmen.

### 2020
Das ursprünglich für 2020 geplante Minecraft Festival wurde aufgrund der COVID-19-Pandemie verschoben. Der Name wurde von „MineCon Live 2020“ in „Minecraft Live 2020“ geändert und das Event fand ausschließlich als Livestream statt. Alle Ausgaben seither wurden ebenfalls nur als digitalen Event durchgeführt.
Die Minecraft Live 2020 fand am 3. Oktober 2020 um 18:00 Uhr deutscher Zeit statt. An der Veranstaltung wurde das „Caves & Cliffs“-Update vorgestellt, welches die Berge überarbeitet. Dieses hat im letzten Jahr die Biom-Abstimmung gewonnen und wurde in zwei Teilen veröffentlicht, die am 8. Juni 2021 beziehungsweise am 30. November 2021 erschienen.
Auch in diesem Jahr gab es eine Abstimmung, in der die Zuschauer für ein neues Mob abstimmen konnten. Zur Auswahl standen „Moobloom“, „Iceologer“ und „Glow Squid“. Nachdem das Moobloom in der ersten Runde am wenigsten Stimmen erhalten hatte, bekam der Iceologer in der zweiten Runde 47,3 % der Stimmen und der Glow Squid gewann mit 52,7 %.

### 2021
Die Minecraft Live 2021 fand am 16. Oktober 2021 um 18:00 Uhr deutscher Zeit statt. In diesem Jahr wurde das „Wild Update“ vorgestellt, welches am 7. Juni 2022 veröffentlicht wurde.
Ebenfalls beinhaltete das Event einen Mob-Abstimmung. Zur Auswahl standen der „Glare“, der „Allay“ und der „Copper Golem“. Der Glare erhielt in der ersten Runde die wenigsten Stimmen und wurde so bei der zweiten Runde ausgeschlossen. In dieser erhielt der Copper Golem 45,7 % der Stimmen und der Allay gewann mit 54,3 %.

### 2022
Minecraft Live 2022 fand am 15. Oktober 2022 um 18:00 Uhr deutscher Zeit statt. Im Livestream wurde das Update 1.20 vorgestellt, welches bisher noch keinen offiziellen Namen hat und 2023 erscheinen soll.
Auch in diesem Jahr gab es wieder eine Mob-Abstimmung. Im Gegensatz zu den Vorjahren, in denen die Abstimmung während der Show über Twitter stattfand, begann die Abstimmung am 14. Oktober um 18:00 Uhr und endete am nächsten Tag, als die Show begann. Die Abstimmung fand in drei Bereichen statt: auf einem Server der Bedrock Edition, über den Minecraft Launcher und auf der minecraft.net Website. Die Nutzer konnten ihre Stimme während den 24 Stunden auch nochmals ändern.
Zur Auswahl standen der „Sniffer“, der „Rascal“ und der „Tuff Golem“. Durch die neue Art der Abstimmung gab es nur noch eine Abstimmungsrunde. Diese gewann der Sniffer mit 55,1 % der über 3,5 Millionen Stimmen.

## MineCon-Umhänge
Auf jeder MineCon haben Besucher einen exklusiven Ingame-Umhang bekommen.
- 2011 – roter Umhang mit einem Creepergesicht in der Mitte, gewählt mit einer Abstimmung[51]
- 2012 – dunkelblauer[52] Umhang mit einer goldenen Spitzhacke in der Mitte, welches in Curses „Swag Bag“-Video gespoilert wurde[53][54]
- 2013 – jadegrüner Umhang mit einem erhöhten Kolben in der Mitte[55]
- 2015 – dunkler Cyan-Umhang mit einem Gesicht von einem Eisengolem
- 2016 – lilagrauer Umhang mit einem Endermangesicht darauf